# Толстой, Лев Львович
Граф Лев Льво́вич Толсто́й (20 мая 1869, Ясная Поляна, Тульская губерния — 18 октября 1945, Хельсингборг) — русский писатель, публицист и драматург, издатель, скульптор. Сын Льва Николаевича и Софьи Андреевны Толстых.

## Биография

### Ранние годы

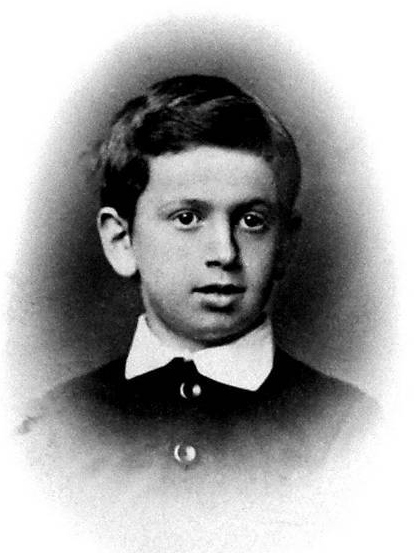
Л. Л. Толстой в 1878 году

Родился в 1869 году в Ясной Поляне в семье русского писателя графа Толстого. Лев Львович стал любимым сыном для матери и всей женской части семьи Толстых. В октябре 1869 года его тётя, Кузьминская Т. А., родила дочь Машу. Сёстры иногда менялись младенцами: Софья Андреевна кормила грудью Машу, а Татьяна Андреевна — Льва.
Отец отказался предоставить формальную «подписку о благонадёжности» сыновей Ильи и Льва, поэтому им был закрыт путь в казённые учебные заведения. Лев дважды поступал в частную Поливановскую гимназию — в 1881 и 1884 годах. После окончания первого года учёбы из-за плохих результатов Льва оставили на второй год по настоянию руководителя гимназии Поливанова Л. И. В итоге из-за несогласия отца с методами обучения в гимназии и его отстранением Лев провёл два года без учёбы. Гимназию в 1889 году окончил с трудом, часто болея во время учёбы и перенеся нервный припадок на выпускном экзамене.
В 1889 году поступил на медицинский факультет Московского университета вопреки отговорам отца. Посещал лекции Сеченова И. М. Отучившись один год, перешёл на историко-филологический.

### Борьба с голодом
В апреле 1891 года в Ясной Поляне произошёл раздел имущества семьи Толстых, в результате которого Лев Львович стал владельцем самарского имения в Бузулукском уезде и хамовнического дома в Москве. В сентябре 1891 года, бросив учёбу на 2-м курсе университета, он отправился в Самарскую губернию для организации помощи голодающим. Открыл более 200 столовых на средства пожертвований, собранных матерью, и привлекал церковных служителей к управлению ими, принимал участие в работе Красного Креста, организовывал фельдшерские пункты лечения больных тифом и цингой, принимал и распределял гуманитарную помощь. В результате сам заразился тифом, перенеся его на ногах, и подорвал психическое здоровье.
По настоянию матери и вопреки мнению отца Лев Львович с ноября 1892 по январь 1893 года служил рядовым в 4-м стрелковом Императорской фамилии батальоне, расквартированном в Царском Селе. Был освобождён от воинской службы до принесения присяги по состоянию здоровья.

### Болезнь и женитьба
В июле 1893 года он вернулся в Ясную Поляну. У него развилась нервная болезнь, из-за которой ему пришлось оставить университет. В 1894 году Лев Львович уехал на лечение в Париж, но ему стало только хуже, в результате чего он был вынужден телеграммой вызвать сестру Татьяну с просьбой вернуть его в Россию. В 1895 году у него диагностировали скрытую форму малярии и направили в Санаторную колонию доктора М . П. Ограновича в селе Аляухове Звенигородского уезда Московской губернии, где он лечился с февраля по апрель.

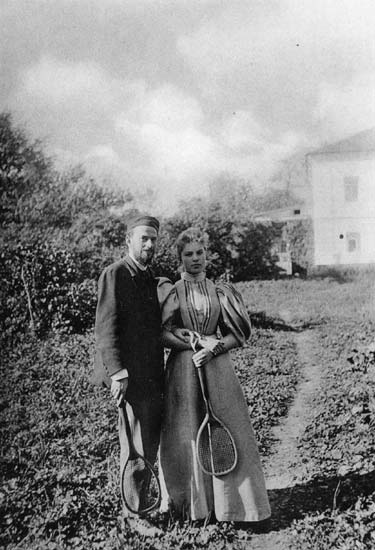
Л. Л. Толстой и Д. Вестерлунд в Ясной Поляне. 1896 год.

Методы лечения Ограновича отличались жёсткой дисциплиной и подавлением воли больных. Л. Л. Толстой вспоминал: 

…профессор по нервным болезням в Московской клинике Кожевников, осмотрев меня, объявил родителям, что мне остаётся по большей мере два года жизни… За период моей болезни меня показывали многим докторам… Из всех докторов, лечивших меня нашёлся один, советы которого вывели меня на путь здоровья. Это был Огранович — доктор моей тёти, графини Марии Николаевны Толстой, сестры отца — который имел в то время санаториум возле Москвы— 

Огранович заставил меня по три, четыре раза в день есть гречневые каши на воде, так называемые «размазни», для оживления кишечника и лежать целыми днями в саду прямо на снегу.— 
После окончания курса лечения у Ограновича, по его совету, он уехал в Финляндию, в Гангё, где пробыл до сентября 1895 года, а затем в Швецию, в Энчёпинг, где окончательно вылечился у доктора Эрнста Вестерлунда (1839—1924), на младшей дочери которого, Доротее, и женился 15 мая 1896 года.
После медового месяца, проведённого на острове Готланд в Висбю, молодая жена пережила выкидыш. В сентябре 1896 года приехал с женой жить в Ясную Поляну, чем вызвал недовольство родителей. Доротея была шокирована бедностью быта и устроила «шведский» уголок в отведённом супругам флигеле. Она быстро нашла общий язык с Толстым-старшим и наладила с ним дружеские отношения.

### Швеция, Россия, Египет

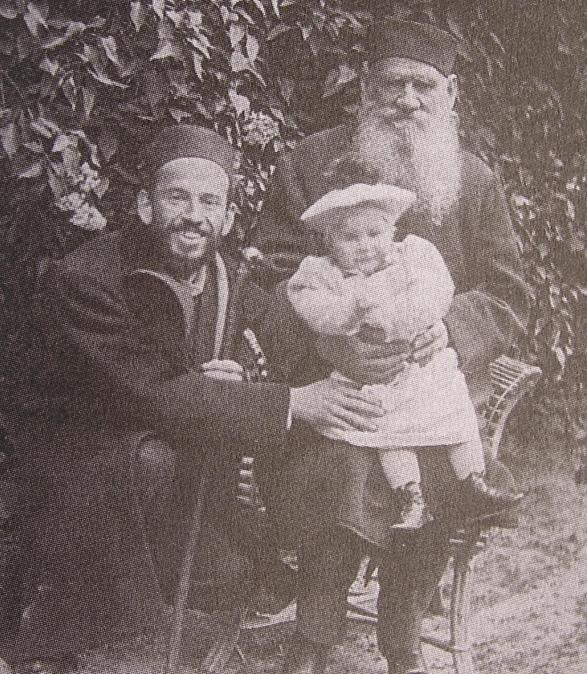
Три Льва Толстых: Лев Николаевич, Лев Львович и Лев Львович младший. 1899 год, Ясная Поляна

Весной 1897 года супруги отправились на отдых и лечение последствий выкидыша жены в Швецию. После возвращения в Россию 8 июня 1898 года Дора родила первенца, которого назвали Лев. Ко времени рождения ребёнка в Ясную Поляну из Швеции приехали родители Доры. В августе 1900 года родился второй сын — Павел. Всех следующих семерых детей Дора рожала в Швеции под надзором отца. 24 декабря 1900 года Лев скончался от простуды и возникшего жара, повлёкшего за собой воспаление мозга.
В апреле 1898 года Лев Львович без согласования с родителями продал принадлежавший ему после раздела имущества между членами семьи дом в Хамовниках, а осенью 1900 года — самарское имение Бобровка. Софья Андреевна была вынуждена выкупать хамовнический дом, в результате чего осталась в долгах. На вырученные деньги Лев Львович купил дом на Таврической улице в Петербурге, куда переехал с женой и сыном Павлом в 1901 году.
В августе 1902 года Дора, будучи в Швеции у родителей, родила третьего сына, которого назвали Никитой. После возвращения в Петербург Дора заболела гриппом, который развился в воспаление почек. Лето 1903 года, проведённое семьёй в Швеции, не помогло в лечении, после чего отец Доры посоветовал ехать в Египет. В Египте они прожили на деньги, посылаемые Софьей Андреевной, до апреля 1904 года, после чего переехали в Крым.
В 1904—1905 годах Л. Л. Толстой безуспешно пытался организовать магазин по продаже произведений Толстого-старшего под названием «Доброе дело» и издание газеты совместно с Сувориным А. С. под названием «Русский народ».

### Встреча с царём
Л. Л. Толстой написал Николаю II два письма, после которых 27 января 1905 года произошла их личная встреча. В письмах Толстой под впечатлением событий Кровавого воскресенья призывал царя созвать Земский собор в качестве русской формы парламента, провести реформу православной церкви и ужесточить цензуру для улучшения ситуации в стране и на фронте. В письмах, написанных после встречи, Толстой просил царя принять его в качестве тайного советника.
Лев Львович был членом Союза 17 октября.

### Франция
В 1908—1909 годах семья уже с пятью детьми переехала в Париж, где Толстой обучался скульптуре. В этот период Толстой влюбился в восемнадцатилетнюю девушку по имени Жизель, которую встретил в мастерской. Дошло до того, что Лев Львович предложил жене развестись, несмотря на её очередную беременность в это время. В результате Дора раньше срока родила мальчика, который прожил несколько часов.
После недолгого пребывания в России и неудачных уговоров родителей разрешить ему поселиться в Ясной Поляне в сентябре 1910 года Лев Львович снова уехал в Париж.

### После смерти отца
Весной 1911 года Толстой-младший отправился в США читать лекции. Позднее пристрастился к карточным играм.
Во время Первой мировой войны в августе 1914 года Лев Львович был уполномоченным Красного Креста в Варшаве. Но уже в середине сентября вернулся в Петроград под впечатлением от увиденных ужасов войны. Дора с детьми уехала в Швецию к родителям, вернувшись к мужу в октябре 1914 года. Лето 1915 года семья провела в Швеции, вернувшись к концу года обратно в Петроград. В декабре 1915 года Лев Львович окончательно ушёл из семьи.
В ноябре 1916 года Толстой уехал в Москву, оттуда с любовницей отправился во Владивосток, затем в Японию и США читать лекции о творчестве отца. По пути через Тихий океан на Гавайях узнал об отречении Николая II от престола. Во время путешествий по городам США его спутница по имени Мадлен забеременела, но случился выкидыш.
Весной 1917 года Дора с детьми окончательно переехала в Швецию.
В сентябре 1918 года, получив разрешение на выезд из России, Толстой эмигрировал в Европу. Жил во Франции, где в 1921 году женился на Марьяне Николаевне Сольской, родившей ему сына Ивана (Жака), Германии и Италии. В 1932 году брак с Сольской распался. В 1938 году окончательно поселился в Швеции, на иждивении у сыновей и сестры Татьяны, жившей с дочерью в Риме. В эмиграции продолжал заниматься творчеством. Сочинения Льва Львовича переводились на французский, немецкий, шведский, венгерский и итальянский языки.
Скончался 18 октября 1945 года в Хельсингборге.

### Отношения с родителями

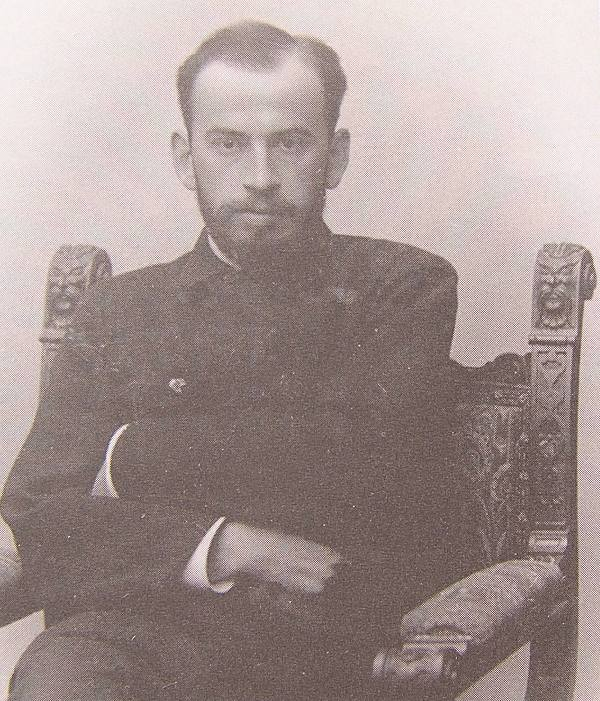
Л. Л. Толстой. Около 1900 года

В юности Толстой-младший увлекался идеями отца, был вегетарианцем, но со временем перешёл на антитолстовские, патриотические и монархические позиции. Например, в книге «Правда об отце и его жизни» Лев Львович писал:
Никто не сделал более разрушительной работы ни в одной стране, чем Толстой… Не было никого во всей нации, кто не чувствовал бы себя виновником перед суровым судом великого писателя. Последствия этого влияния были прежде всего достойны сожаления, а кроме того и неудачны. Во время войны русское правительство, несмотря на все свои усилия, не могло рассчитывать на необходимое содействие и поддержку со стороны общества… Отрицание государства и его авторитета, отрицание закона и Церкви, войны, собственности, семьи, — отрицание всего перед началом простого христианского идеала; что могло произойти, когда эта отрава проникла насквозь в мозги русского мужика и полуинтеллигента и прочих русских элементов… К сожалению, моральное влияние Толстого было гораздо слабее, чем влияние политическое и социальное.

К периоду 1896—1897 годов относится начало серьёзных конфликтов между Львом Львовичем и отцом на почве разногласий в вопросах религии, культуры, частной собственности и семейного быта. Сын в своих дневниках постоянно говорит о ненависти к отцу. Очередная ссора произошла, когда из Швеции привезли приданое Доры, воспринятое Толстым-старшим как роскошь. Л. Н. Толстой в своих дневниках определял сына Льва в виде «дроби с небольшим числителем и знаменателем, равным бесконечности». Числитель здесь означает духовные качества, а знаменатель — мнение о себе.
В дневниках Л. Н. Толстого встречается много записей о разногласиях с сыном: «Лёва огорчает меня папиросочной плохостью» (4 марта 1889 года); «Лёва начал спорить. Началось с яблочного сада. С упорством и дерзостью спорили, говоря: с тобой говорить нельзя, ты сейчас сердишься и т. д. Мне было очень больно» (15 июля 1889 года); «Лёва приехал. Мне всё тяжело с ним» (21 июля 1889 года); «За завтраком с Лёвой рассердился. Взаимная злоба выскакивает, как сорвавшийся с цепи зверь. Очень было грустно и совестно» (2 августа 1889 года).
В 1910 году Лев Львович открыто принял сторону матери в её конфликте с Чертковым В. Г. и мужем по поводу его завещания. Дошло до того, что Лев Львович кричал на отца и ругался бранью.

## Творчество

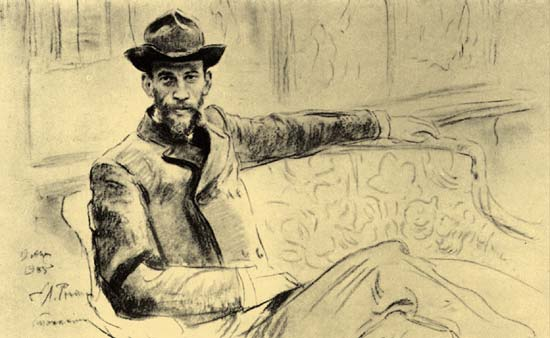
1905 год. Портрет работы Репина

Дебютировал в печати в 1891 году с рассказом «Любовь» («Книжки Недели», март 1891, под псевдонимом «Л. Львов») и детским рассказом «Монте-Кристо» («Родник», 1891, № 4). «Любовь» вызвала неоднозначные отзывы (сначала положительные, чуть позже отрицательные) Льва Николаевича и отказ издателей от публикации. После этого публиковал свои статьи о Швеции и борьбе с голодом в России, а также рассказы и пьесы в Северном Вестнике, Вестнике Европы, Новом времени и других изданиях. Позднее некоторые из произведений издавались отдельными книгами. В 1898 году вышла автобиографическая повесть «Яша Полянов», ставшая лучшим произведением писателя и вызвавшая положительные отзывы критиков.
В 1899 году написал рассказ «Прелюдия Шопена», наполненный параллелями с сюжетами произведений Толстого-старшего, в котором полемизировал с «Крейцеровой сонатой» отца в части отрицания семьи и брака. «Прелюдия Шопена» явно уступала по художественному уровню «Крейцеровой сонате», в результате чего вызвала массу негативной критики, а Толстой-младший получил обидное прозвище «Тигр Тигрович».
Первый роман Толстого-младшего «Поиски и примирения», вновь пронизанный параллелями с семейными конфликтами и критикой толстовцев, вызвал негативную реакцию ещё до публикации. Помимо Толстого-старшего открыто высказались Горький и Чехов.
После одной из первых встреч в Ясной Поляне Горький писал о Толстом-младшем в октябре 1900 года:

Не понравился мне Лев Львович. Глупый он и надутый. Маленькая кометочка, не имеющая своего пути и ещё более ничтожная в свете того солнца, около которого беспутно копошится.— 
В 1904 году во время Русско-японской войны Л. Л. Толстой опубликовал в «Новом времени» цикл статей «Мысли и жизнь», в которых призывал вести войну до победного конца. Статьи вызвали полярные отзывы и сделали Толстого одним из самых читаемых публицистов.
Также Лев Львович занимался музыкой, портретной живописью и скульптурой. В 1908—1909 годах учился скульптуре в Париже у знаменитого Огюста Родена.
А. В. Амфитеатров отзывался о Толстом как о неудачном писателе и о неудачнейшем общественном деятеле.

## Семья
Жена (с 1896): Доротея Вестерлунд (5 ноября 1878 — 3 мая 1933). Их дети:

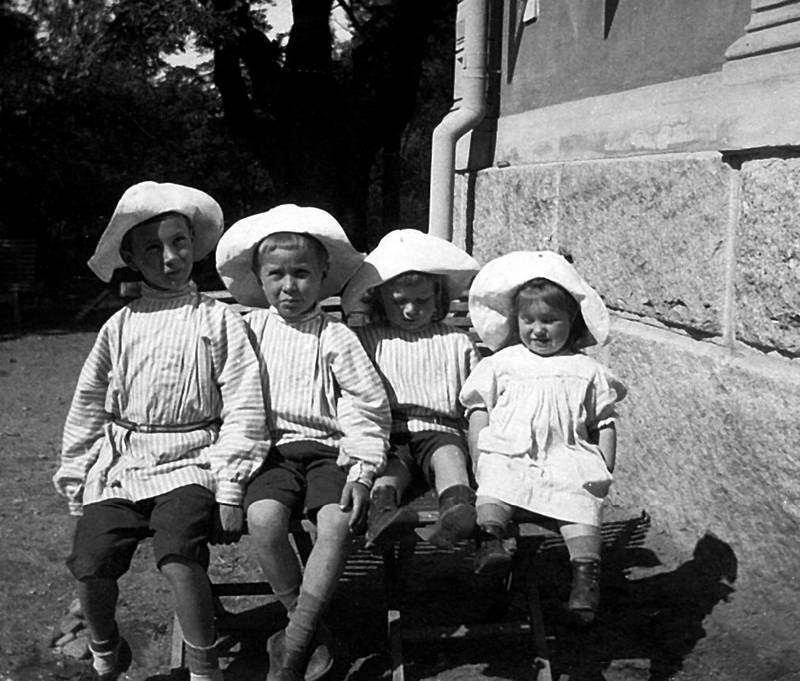
Дети Льва Львовича. Слева: Павел, Никита, Пётр и Нина. Около 1908 года.

- Лев (8 июня 1898, Ясная Поляна — 25 декабря 1900, там же).
- Павел (20 июля 1900, Ясная Поляна — 1992), агроном.
- Никита (22 июля/4 августа 1902, Halmbyboda[65]— 25 сентября 1992), доктор филологических и экономических наук, преподавал в Уппсальском университете. Первый брак в 1936 с Улла Херлин (1914—1962). Дети: Марья (1938). Дедушка Виктории Толстой. Второй брак 1971 с Дианой Кемпе (1937), владелицей замка Екольсунд[швед.]. Дети: Даниил (1972) и Надежда (1974).
- Пётр (8 августа 1905 — 4 июня 1970)
- Нина (22 октября 1906—1987), жена Кристиана Лундеберга (22 сентября 1905 — ?), сыновья: Кристиан, Вильгельм и Стефан[31]
- Софья (5 сентября 1908—2006), художница, жена Карла Седера (31 января 1914 — ?)
- Фёдор (2 июля 1912 — 25 октября 1956)
- Татьяна[норв.] (20 октября 1914—2007), художница, политик, жена Германа Пауса[англ.] (4 мая 1897 — ?), наследного владельца усадьбы Эрреста[англ.].
- Дарья (2 февраля 1915 — 29 ноября 1970), жена Хенрика Стрейфферта (11 февраля 1905 — ?)[66].

Второй брак (с 1921) — с Марианной Николаевной Сольской. Их сын:
- Иван (Жак) (1924—1945)[66][68] или (1921—1955)[69]